# TIME STOP
TIME STOP （タイム・ストップ）は米米CLUBの8枚目のシングル。1988年10月21日発売。発売元はCBS/SONY。

## 概要
2ヶ月振りの新作は、両曲ともアルバム「GO FUNK」からのシングルカットでアイワ・シュトラッサーのCMソング。
本作でシングル・レコードでの発売は終了した。

## 収録曲
1. TIME STOP 
（作詞・作曲：米米CLUB　編曲：中村哲& 米米CLUB）
2. 僕らのスーパーヒーロー 
（作詞・作曲：米米CLUB　編曲：有賀啓雄& 米米CLUB）

## 収録アルバム
- GO FUNK (#1,2)
- DECADE (#1) ※リミックスバージョンを収録
- HARVEST SINGLES 1985-1992 (#1)

## カバーしたアーティスト
- MOOMIN - シングル『SUMMER RIDDIM 01』（「MOOMIN & 三木道三」名義、2001年8月8日）、アルバム『GET HERE』（2001年5月23日）
- ゴスペラーズ - アルバム『ハモ騒動〜The Gospellers Covers〜』（2013年9月25日）